# Чемпіонат світу зі спортивної гімнастики 2006
39-й чемпіонат світу зі спортивної гімнастики проходив у Орхусі (Данія) з 13 по 21 жовтня 2006 року.

## Медальний залік
| Місце | Країна          | Золото | Срібло | Бронза | Загалом |
| ----- | --------------- | ------ | ------ | ------ | ------- |
| 1     | КНР             | 8      |        |        | 8       |
| 2     | Румунія         | 2      | 1      | 1      | 4       |
| 3     | Австралія       | 1      | 1      |        | 2       |
| 4     | Італія          | 1      |        | 2      | 3       |
| 5     | Велика Британія | 1      |        |        | 1       |
| 5     | Україна         | 1      |        |        | 1       |
| 7     | США             |        | 5      | 1      | 6       |
| 8     | Японія          |        | 2      | 1      | 3       |
| 9     | Росія           |        | 1      | 1      | 2       |
| 10    | Білорусь        |        | 1      |        | 1       |
| 10    | Бразилія        |        | 1      |        | 1       |
| 10    | Болгарія        |        | 1      |        | 1       |
| 10    | Південна Корея  |        | 1      |        | 1       |
| 10    | Словенія        |        | 1      |        | 1       |
| 15    | Німеччина       |        |        | 3      | 3       |
| 16    | Канада          |        |        | 2      | 2       |
| 17    | Нідерланди      |        |        | 1      | 1       |
| 17    | Греція          |        |        | 1      | 1       |

## Призери
| Дисципліна         | Золото                                                     | Срібло                                                                                                   | Бронза                                                                                              |
| ------------------ | ---------------------------------------------------------- | --- | --------------------------------------------------------------------------------------------------- |
| Чоловіки           |                                                            | | |
| Командна першість  | КНР Чень Ібін Фен Цзін Лян Фулян Сяо Цінь Ян Вей Цзоу Кай  | Росія Максим Девятовський Дмитро Гоготов Сергій Хорохордін Микола Крюков Юрій Рязанов Олександр Сафошкін | Японія Хісасі Мідзуторі Такехіто Морі Такуя Накасе Еїті Секігуті Хіроюкі Томіта Цукахара Наоя       |
| Абсолютна першість | Ян Вей (CHN)                                               | Хіроюкі Томіта (JPN)                                                                                     | Фабіан Гамбюхен (GER)                                                                               |
| Вільні вправи      | Маріан Драгулеску (ROU)                                    | Дієго Іполіто (BRA)                                                                                      | Кайл Шевфельт (CAN)                                                                                 |
| Кінь               | Сяо Цінь (CHN)                                             | Прашант Селлатурай (AUS)                                                                                 | Саша Артем'єв (USA)                                                                                 |
| Кільця             | Чень Ібін (CHN)                                            | Йордан Йовчев (BUL)                                                                                      | Юрі ван Гельдер (NED)                                                                               |
| Опорний стрибок    | Маріан Драгулеску (ROU)                                    | Дмитро Касперович (BLR)                                                                                  | Фабіан Гамбюхен (GER)                                                                               |
| Паралельні бруси   | Ян Вей (CHN)                                               | Хіроюкі Томіта (JPN) Ю Вончхоль (KOR)                                                                    | медаль не вручалася                                                                                 |
| Перекладина        | Філіппе Ріццо (AUS)                                        | Альяш Пеган (SLO)                                                                                        | Власіос Марас (GRE)                                                                                 |
| Жінки              |                                                            | | |
| Командна першість  | КНР Чжоу Чжору Чжан Нань Чен Фей Пан Паньпань Хе Нінь Лі Я | США Яна Бігер Челлсі Меммел Еліша Секремоні Настя Люкін Наташа Келлі Ешлі Прісс                          | Росія Анна Грудко Світлана Клюкіна Поліна Міллер Анна Павлова Кристина Правдіна Олена Замолодчикова |
| Абсолютна першість | Ванесса Феррарі (ITA)                                      | Яна Бігер (USA)                                                                                          | Сандра Ізбаша (ROU)                                                                                 |
| Опорний стрибок    | Чен Фей (CHN)                                              | Еліша Секремоні (USA)                                                                                    | Оксана Чусовітіна (GER)                                                                             |
| Різновисокі бруси  | Бет Тведдл (GBR)                                           | Настя Люкін (USA)                                                                                        | Ванесса Феррарі (ITA)                                                                               |
| Колода             | Ірина Краснянська (UKR)                                    | Сандра Ізбаша (ROU)                                                                                      | Еліза Хопфнер-Гіббс (CAN)                                                                           |
| Вільні вправи      | Чен Фей (CHN)                                              | Яна Бігер (USA)                                                                                          | Ванесса Феррарі (ITA)                                                                               |